# アレクサンダー・ルイス
アレクサンダー・ルイス（Alexander Lewis, 1982年12月29日-）はテノール歌手兼ミュージカル俳優として国際的に活躍する英国系オーストラリア人である。

## 来歴

### 幼少期から近年まで
アレクサンダー・ルイスは幼少期をロンドンのハムステッドで過ごした。 幼い頃からオペラ歌手である両親の姿を見ている内に、自らもやがて歌うことを志すようになったことから7歳で聖オルバンズ聖歌隊へ加わる。 彼の父親はオペラや演奏会で活躍するバリトン歌手のマイケル・ルイスで、母親であるパトリシア・プライスはウェールズ出身のメゾ・ソプラノ歌手として活動する傍ら西オーストラリア州立アカデミー・オブ・パフォーミングアーツのオペラおよび声楽科の責任者も務めた。実兄であるベン・ルイスはアンドルー・ロイド・ウェバーが手掛けた『ラヴ・ネヴァー・ダイズ』と 『オペラ座の怪人』における怪人役 で広く知られている 。
彼の両親はその人脈を駆使して、その当時ベンとアレクサンダーが在籍していたシドニー市内にある南ワラウィ小学校の存続に寄与する募金のための演奏会を催すなどの活動を行っていた。指揮者のリチャード・ボニングをはじめとして、その時々によってオペラ・オーストラリアの歌手らが代わる代わる出演している。現在に至るまで演奏会は続いているほか、ルイスの両親の名前を冠した賞が音楽を志す学生らに授与されている。
英国から豪州へ一家が戻ってからは、ルイスは 同じくシドニー市内のニューイントン校 へ進学し、そこでスポーツに情熱を傾けつつ演劇や音楽の修学に励んだ。そうして高校卒業後には、実兄ベンと共に西オーストラリア州立アカデミー・オブ・パフォーミングアーツ (WAAPA)へ入学を許される。彼らは同じく2004年に共にミュージカル科を卒業。さらに、アレクサンダーは年間最優秀生としてレスリー・アンダーソン奨学金の栄冠を手にした。

### 経歴
2001年、ルイスはオーストラリア国立青少年劇団の面々共にシドニーフェスティバルへ参加。また2002年に首相の主催によるオーストラリアの日の祝典へ出演した。
2008年、アンドルー・ロイド・ウェバーの『オペラ座の怪人』豪州上演版におけるラウル・ド・シャニュイ子爵役として怪人役のアンソニー・ウォロウやクリスティーヌ役のアナ・マリーナらと共演を果たした。その後にアンソニー・ウォロウ不在時の代役として2008年末から翌2009年まで怪人役も務めるに至る。ルイスは2009年に開催された全豪アリア競技会で優勝やマクドナルド歌曲競技会での準優勝を皮切りに、2010年にはロバート・アスキン奨学金を獲得した[8]。
拠点をニューヨークへ移し、メトロポリタン歌劇場によるリンデマン若手歌手育成プログラムに在籍しはじめてから２年目[8]、同歌劇場の2011/12および2012/13シーズンにおける上演作へ続けざまに出演する[9]。ルイスは『スウィーニー・トッド』のアンソニー・ホープ役、『愛の妙薬』のネモリーノ役、『タイタニック』のフレデリック・バレット役、そしてメトロポリタン歌劇場とジュリアード音楽院が共同制作を手掛けたジェームズ・レヴァイン指揮による『売られた花嫁』のヴァシェク役など、数々の舞台においてさまざまな役柄をこなした[8][10]。
2015年には、マシュー・オーコインによるオペラ『クロッシング』の世界初演に主演した[11][12]。
彼はまた、オペラオーストラリア上演による『メリーウィドウ』のタイトルロールを演じたダニエル・デ・ニースの相手役ダニロ伯爵役としてメルボルンとシドニーの両都市で共演[13]。2019年には、海を望む舞台を特徴とするハンダオペラのフランチェスカ・ザンベロ演出版における『ウェストサイド物語』にトニー役で出演した[14]。
2018年９月、彼はシドニーオペラハウスで上演されたミッチェル・ビュテル演出によるオペレッタ『キャンディード』でタイトルロールを演じ、シドニーフィルハーモニア合唱団[15]やシドニー青少年管弦楽団そしてオペラオーストラリア擁するスター歌手らと共演した。この演出ではアニー・エイトケンがクネゴンデ役を、キャロライン・オコナーが老婆役を務めているほか、パングロス博士役およびナレーションを演出のビュテルが兼任している[16]。2024年５月には在アデレイドの南オーストラリア州立劇団（STCSA）と南オーストラリア州立オペラの共同制作による『キャンディード』で同タイトルロールを再演、現在STCSAの芸術監督を務めるビュテルによる演出の下で再びエイトケンやオコナーらと共演する機会に恵まれた[17][18]。2019年11月、ビクトリア州立劇場で上演されたミュージカル『ラグタイム』にてターテ役を演じた[19]。